# アメリカ合衆国第9巡回区控訴裁判所

控訴裁判所及び地方裁判所の管轄区域（9番は当該巡回区控訴裁判所の管轄区域を示す）

アメリカ合衆国第9巡回区控訴裁判所（アメリカがっしゅうこくだいくじゅんかいくこうそさいばんしょ、United States Court of Appeals for the Ninth Circuit、判例引用: 9th Cir.）は、以下の地区の地方裁判所の控訴事件を担当する合衆国控訴裁判所。
- アラスカ地区
- アリゾナ地区
- カリフォルニア中央地区
- カリフォルニア東地区
- カリフォルニア北地区
- カリフォルニア南地区
- ハワイ地区
- アイダホ地区
- モンタナ地区
- ネバダ地区
- オレゴン地区
- ワシントン東地区
- ワシントン西地区

また、以下の海外領土の裁判所における控訴事件も扱っている。
- グアム地区
- 北マリアナ諸島地区

カリフォルニア州サンフランシスコに本部を置く第9巡回区控訴裁判所は、13ある合衆国控訴裁判所の中で群を抜いて最も規模が大きく、現役の判事が29人いる。

## 歴史
| 年   | 管轄区域                                                                     | 総人口     | 全米人口比 | 現役判事の人数 |
| ---- | ---------------------------------------------------------------------------- | ---------- | ---------- | -------------- |
| 1891 | カリフォルニア州、アイダホ州、モンタナ州、ネバダ州、オレゴン州、ワシントン州 | 2,087,000  | 3.3%       | 2              |
| 1900 | ハワイ準州追加                                                               | 2,798,000  | 3.7%       | 3              |
| 1912 | アリゾナ州追加                                                               | 7,415,000  | 6.7%       | 3              |
| 1940 |                                                                              | 11,881,000 | 9.0%       | 7              |
| 1960 | アラスカ州、グアム追加                                                       | 22,607,000 | 12.6%      | 9              |
| 1980 | 北マリアナ諸島追加                                                           | 37,170,000 | 16.4%      | 23             |
| 2000 |                                                                              | 54,575,000 | 19.3%      | 28             |
| 2007 |                                                                              | 60,400,000 | 19.9%      | 28             |
| 2009 |                                                                              | 61,403,307 | 19.72%     | 29             |
| 2010 |                                                                              | 61,742,858 | 19.99%     | 29             |

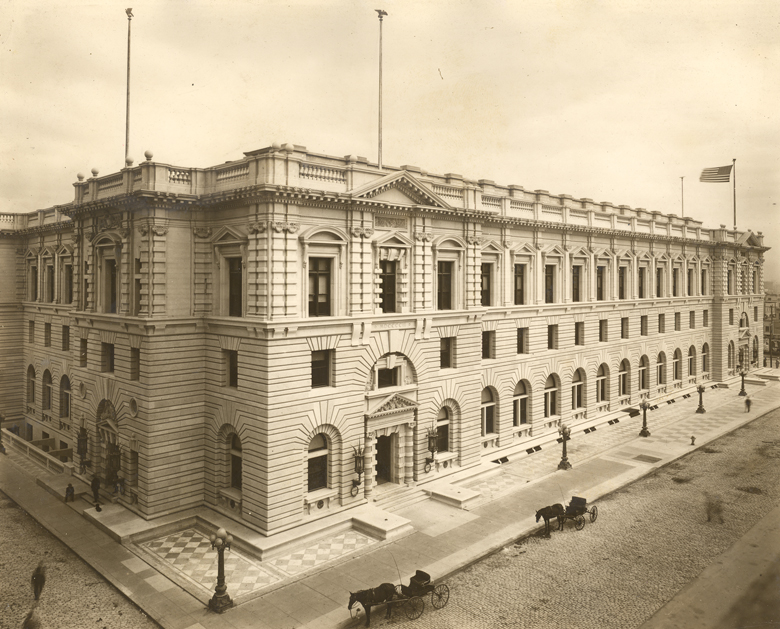
第9巡回区裁判所庁舎、1905年

現在、第9巡回区控訴裁判所の規模が大きいのは、1891年にアメリカ合衆国議会がこの裁判所を設置してから、アメリカ合衆国西部の人口と、第9巡回区控訴裁判所の管轄地区の双方が急激に増加したことが理由である。